# Anne-Marie-Louise de La Tour d'Auvergne
Pour les articles homonymes, voir Anne-Marie-Louise.
Cet article possède un paronyme, voir Marie-Louise de La Tour d'Auvergne.
Anne-Marie-Louise de La Tour d'Auvergne (Paris, 1er août 1722 - Paris, 19 septembre 1739) est l'épouse de Charles de Rohan-Soubise. Comtesse de Moncha par sa naissance et princesse de Soubise par mariage, elle meurt à l'âge de dix-sept ans.

## Biographie
Née à l'hôtel de Bouillon construit par son grand-père, elle est la fille unique d'Emmanuel-Théodose de La Tour d'Auvergne, duc de Bouillon, et de sa troisième épouse, Anne-Marie-Christiane de Simiane-Moncha. Sa mère, dont elle est l'héritière, meurt le 8 août 1722, sept jours après lui avoir donné naissance. Son père est le fils de Godefroy-Maurice de La Tour d'Auvergne et de Marie-Anne Mancini, nièce du cardinal Mazarin, qui tient un salon réputé.
Mademoiselle de Bouillon est promise à Charles de Rohan-Soubise à l'âge de onze ans (il a sept ans de plus qu'elle). Le couple est uni le 29 décembre 1734. Ils ont une fille née à Paris en 1737 et baptisée Charlotte-Élisabeth-Godefride.
En 1737, elle est présentée à la cour par Marie-Sophie de Courcillon, seconde épouse d'Hercule-Mériadec de Rohan-Soubise, grand-père de son mari, et par Marie-Isabelle de Rohan, duchesse de Tallard, grand-tante de son mari et gouvernante des enfants de France.
Elle meurt à Paris à l'hôtel de Soubise le 19 septembre 1739, à l'âge de dix-sept ans, en donnant naissance au comte de Saint-Pol qui meurt en mai 1742. Elle est enterrée à l'église de la Merci à Paris le 29 septembre 1739, nécropole traditionnelle des Rohan-Soubise.
Son mari se remarie deux fois : avec Anne-Thérèse de Savoie-Carignan, fille de Victor-Amédée Ier de Savoie-Carignan et de Marie-Victoire de Savoie, puis avec Victoria de Hesse-Rotenbourg.

## Descendance
- Charlotte de Rohan (1737-1760), mariée à Louis V Joseph de Bourbon-Condé ;
- X... (1739-1742), comte de Saint Pol.